# Processo di Poisson
Un processo di Poisson, dal nome del matematico francese Siméon-Denis Poisson, è un processo stocastico che simula il manifestarsi di eventi che siano indipendenti l'uno dall'altro e che accadano continuamente nel tempo. Il processo è definito da una collezione di variabili aleatorie {\displaystyle N_{t}} per {\displaystyle t>0,} che vengono viste come il numero di eventi occorsi dal tempo 0 al tempo {\displaystyle t.} Inoltre il numero di eventi tra il tempo {\displaystyle a} e il tempo {\displaystyle b} è dato come {\displaystyle N_{b}-N_{a}} ed ha una distribuzione di Poisson. Ogni traiettoria del processo (ovvero ogni possibile mappa da {\displaystyle t} a {\displaystyle N_{t}(\omega ),} dove {\displaystyle \omega } appartiene allo spazio di probabilità su cui è definita {\displaystyle N}) è una funzione a gradino sui numeri interi
Il processo di Poisson è un processo a tempo continuo: la sua controparte a tempo discreto è il processo di Bernoulli. Il processo di Poisson è uno dei più famosi processi di Lévy. I processi di Poisson sono anche un esempio di catena di Markov a tempo continuo.

## Definizione
Esistono tre definizioni equivalenti di processo di Poisson:

### Definizione infinitesimale
Un processo di Poisson è un processo stocastico che soddisfa le seguenti proprietà:
- {\displaystyle N_{0}=0.}
- Il numero di eventi contati in intervalli di tempo disgiunti sono indipendenti, ossia le variabili aleatorie

{\displaystyle N_{t_{k}}-N_{t_{k-1}},\dots ,N_{t_{1}}-N_{t_{0}},\qquad \forall t_{0}=0<t_{1}<\dots <t_{k},}
sono indipendenti.
- La probabilità di un evento in un piccolo intervallo di tempo è proporzionale alla lunghezza, ossia, per {\displaystyle h\rightarrow 0}

{\displaystyle \mathbb {P} (N_{t+h}-N_{t}=1)=\lambda h+o(h).}
La costante di proporzionalità {\displaystyle \lambda } è detta intensità del processo.
- La probabilità che accada più di un evento in un piccolo intervallo di tempo è trascurabile, ossia

{\displaystyle \mathbb {P} (N_{t+h}-N_{t}>1)=o(h).}

### Costruzione attraverso i tempi di attesa
Consideriamo degli eventi che si manifestano a distanze aleatorie {\displaystyle S_{k}} l'uno dall'altro, dove gli {\displaystyle S_{k}} sono distribuzioni esponenziali di parametro {\displaystyle \lambda }, ognuna indipendente dalle altre. 
Allora il processo definito da
{\displaystyle N_{t}=\sup {\left\{n:\sum _{k=1}^{n}{S_{k}}\leq t\right\}}}
è un processo di Poisson di intensità {\displaystyle \lambda .}

### Definizione attraverso le probabilità di transizione
Un processo di Poisson è un processo stocastico che soddisfa le seguenti proprietà:
- {\displaystyle N_{0}=0.}
- Gli incrementi sono stazionari (ovvero la distribuzione del numero di eventi che accadono in un certo intervallo dipende solo dalla lunghezza dell'intervallo) e hanno distribuzione di Poisson di parametro {\displaystyle \lambda t,} ossia:

{\displaystyle \mathbb {P} (N_{t+\tau }-N_{t}=k)={\frac {e^{-\lambda \tau }(\lambda \tau )^{k}}{k!}},\qquad k=0,1,\ldots .}

## Proprietà
Oltre a quelle elencate nelle definizioni, il processo di Poisson soddisfa altre proprietà:
- Il processo di Poisson soddisfa la proprietà di Markov.
- Il processo di Poisson soddisfa la proprietà di Markov forte.
- Il tempo del n-esimo evento ha distribuzione Gamma {\displaystyle \Gamma \left(n,{\frac {1}{\lambda }}\right)}.
- Sapendo che in un certo intervallo di tempo è accaduto un solo evento, si ha che la sua distribuzione è uniforme.
- Se {\displaystyle N_{t}} e {\displaystyle M_{t}} sono due processi di Poisson indipendenti di intensità {\displaystyle \lambda } e {\displaystyle \mu }, allora {\displaystyle Z_{t}=N_{t}+M_{t}} è un processo di Poisson di intensità {\displaystyle \lambda +\mu .}
- Il processo di Poisson è un processo di Lévy.